# Лесото на Светском првенству у атлетици на отвореном 2015.
Лесото је учествовао на Светском првенству у атлетици на отвореном 2015. одржаном у Пекингу од 22. до 30. августа петнаести пут, односно учествовао је на свих првенствима до данас . Репрезентацију Лесота представљала су два атлетичара који су се такмичили у три дисциплине.,
На овом првенству Лесото није освојио ниједну медаљу, нити је оборен неки рекорд.

## Учесници
Мушкарци:
- Мосито Лехата — 100 м, 200 м
- Tsepo Ramonene — Маратон

## Резултати

### Мушкарци
| Атлетичар      | Дисциплина | Лични рекорд | Предтакмичење | Предтакмичење | Квалификације  | Квалификације  | Полуфинале           | Полуфинале           | Финале               | Финале               | Детаљи |
| Атлетичар      | Дисциплина | Лични рекорд | Резултат      | Место         | Резултат       | Место          | Резултат             | Место                | Резултат             | Место                | Детаљи |
| -------------- | ---------- | ------------ | ------------- | ------------- | -------------- | -------------- | -------------------- | -------------------- | -------------------- | -------------------- | ------ |
| Мосито Лехата  | 100 м      | 10,11 НР     | слободан      | слободан      | Није стартовао | Није стартовао | Није се квалификовао | Није се квалификовао | Није се квалификовао | Није се квалификовао |        |
| Мосито Лехата  | 200 м      | 20,36 НР     |               |               | 21,43          | 7. у гр. 6     | Није се квалификовао | Није се квалификовао | Није се квалификовао | 48 / 54 (60)         |        |
| Tsepo Ramonene | Маратон    | 2:16:21      |               |               |                |                |                      |                      | 2:17:17 ЛРС          | 14 / 42 (68)         |        |